# Jeová Elias Ferreira
Jeová Elias Ferreira (ur. 24 sierpnia 1961 w Sobral) – brazylijski duchowny rzymskokatolicki, biskup diecezjalny Goiás od 2020.

## Życiorys
Jeová Elias Ferreira urodził się 24 sierpnia 1961 w Sobral w stanie Ceará. Studiował filozofię i teologię (1985–1991) w seminarium duchownym Matki Bożej Fatimskiej w archidiecezji Brasília. Studiował również w Bogocie, uzyskując licencjat z teologii pastoralnej. Święcenia prezbiteratu przyjął 30 listopada 1991.
Po święceniach pełnił kolejno następujące funkcję: administrator parafii Matki Bożej Łaskawej w Samambaia; proboszcz parafii Świętej Trójcy w Ceilândia; pastor Matki Boskiej Różańcowej z Fatimy w Sobradinho; proboszcz parafii Matki Bożej z Nazaretu w Planaltina; wikariusz generalny i biskupi; członek Kapłanskiej, Rady Duszpasterskiej oraz Ekonomicznej.
27 maja 2020 papież Franciszek prekonizował go biskupem diecezjalnym Goiás. Święcenia biskupie otrzymał 22 sierpnia 2020 w katedrze Matki Bożej z Aparecidy w Brasílii. Głównym konsekratorem był kardynał Sérgio da Rocha – arcybiskup metropolita São Salvador da Bahia, któremu asystowali kardynał Raymundo Damasceno Assis, emerytowany metropolita Aparecidy i biskup Eugène Rixen, emerytowany biskup Goiás. Jako zawołanie biskupie przyjął słowa „Nas Tuas mãos” (W Twoich rękach). Ingres do katedry św. Anny w Goiás, w trakcie którego kanonicznie objął urząd, odbył 13 września 2020.